# Monasterio de Albotín
Monasterio de Albotín  (en búlgaro: Алботински манастир, también llamado: Monasterio Albutín, Албутински манастир) es un monasterio cueva medieval que en la actualidad está abandonado y se encuentra en Bulgaria, en la zona de Kula obispado de Vidin Diócesis de la Iglesia ortodoxa búlgara, en la localidad de Albotin (Albutin) junto al río Topolovets entre los pueblos de Gradets y Rabrovo, cerca de la aldea de Deleyna.
El complejo monástico fue construido en un macizo de roca caliza de la cara norte del río, a unos 25 metros de altura, usando cuevas naturales poco profundas y las aristas de las rocas, que adicionalmente se utilizaban como nichos con fines religiosos y cotidianos. El monasterio es accesible por una senda estrecha y arenosa, y al comienzo de la misma se construyó una fuente llamada Haiduk cheshma. Siendo fácilmente accesible, en otros tiempos el monasterio cueva fue usado por pastores y talladores de piedra como refugio, y también fue robado y víctima de actos de vandalismo por buscadores de tesoros.

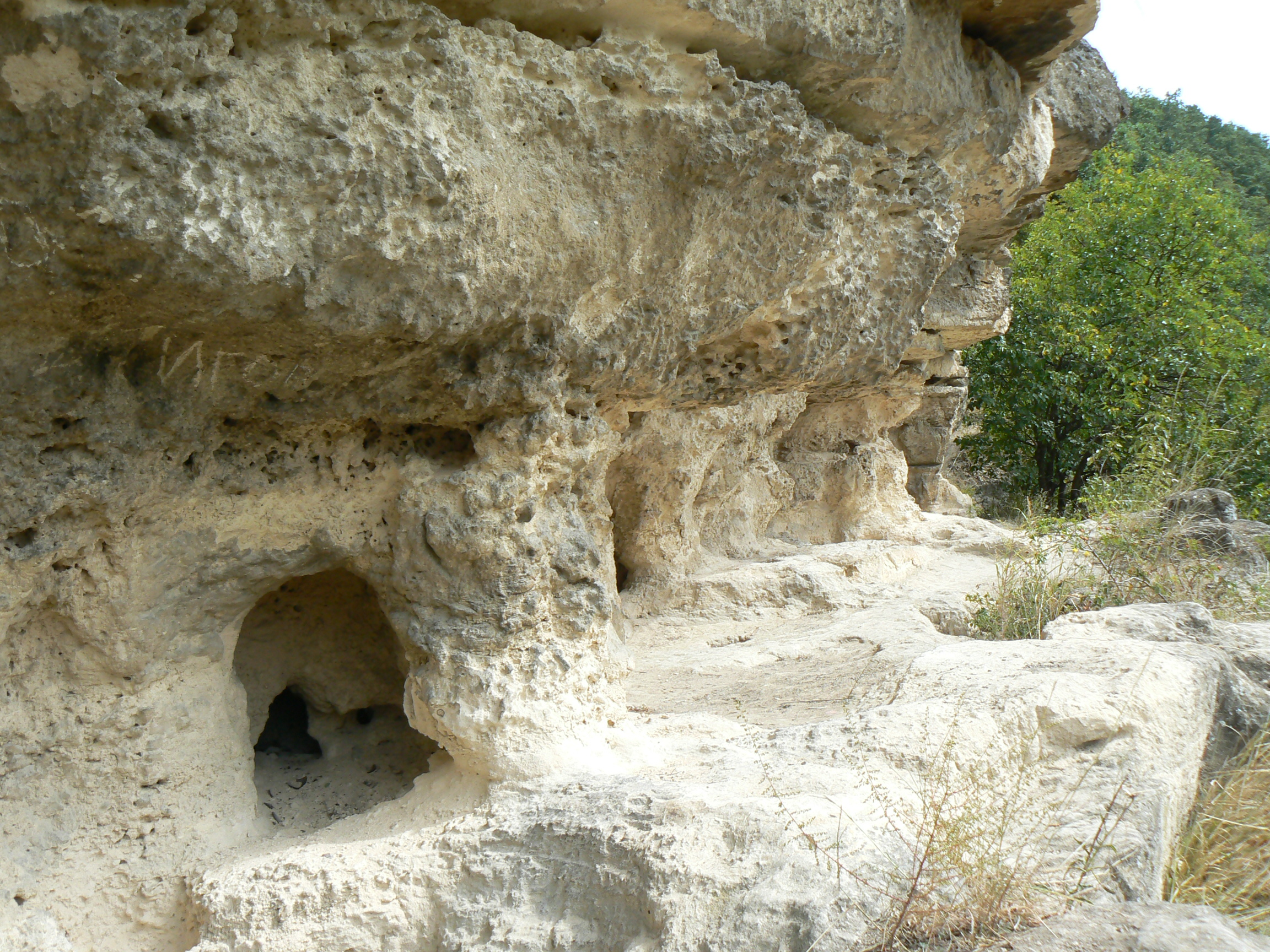
Vista del monasterio desde la entrada

El monasterio de Albotín comenzó su actividad en el siglo XIV según manifiestan los fragmentos de fresco, así como en adornos encontrados (pendientes, telas, brazaletes) en 29 cuevas cristianas. El gran número de enterramientos de laicos entre los clérigos es una evidencia que el monasterio fue un santuario respetable y un lugar deseado para los donantes que buscaban la paz eterna. Entre los escasos registros históricos, es digno de mención la referencia a la no existencia del pueblo de Altovin en el registro de Vidin kaaza desde 1560.

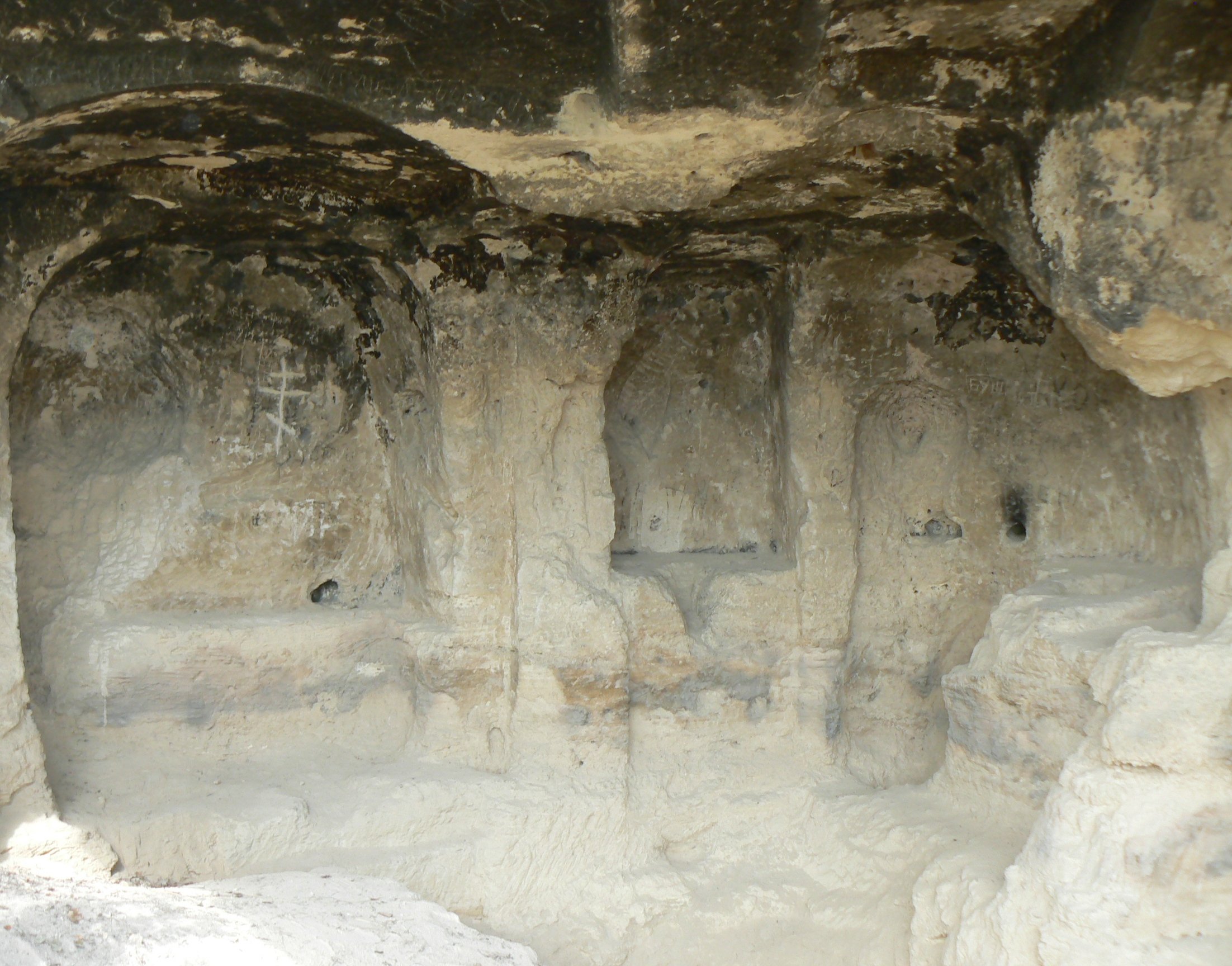
Nichos excavados en la roca con propósitos religiosos.

El complejo monástico consiste en ocho edificaciones en fila, con una iglesia localizada en el medio, en la parte más cóncava de la curva del macizo de roca. La iglesia tiene una planta de tres naves y se orienta según el canon de oeste a este, las partes sur y suroeste se encuentran totalmente destruidas. La presencia de un baptisterio demuestra que el templo no solo se usó para el ritual monástico, sino que también se oficiaron liturgias públicas. En la parte noroeste del monasterio, hay una segunda planta, que alberga otro centro importante del monasterio, que presumiblemente se utilizaba como refectorio. En la parte oeste del monasterio se encuentra otro edificio utilizado como claustro, donde también se encuentran las celdas de los monjes, la cocina, la bodega y la despensa. También se pueden ver dos aljibes.
El nombre de la iglesia del monasterio es desconocido, pero hay suposiciones que indican que prestaba devoción a la Resurrección de Jesús, debido a la antigua tradición de practicar bailes tradicionales búlgaros en memoria de los fallecidos el segundo día de Pascua. Esta costumbre está extensamente extendida entre los Valacos que portan los retratos de sus familiares fallecidos para colgar en las ramas de un viejo árbol en las praderas del monasterio. Todos los bailes ceremoniales realizados antes del mediodía están dedicados a cada una de las personas fallecidas, pero los bailes de la tarde se realizan en honor de los vivos os Each of the chain dances played before noon-time is devoted to a separate dead man, and the afternoon dances are devoted to the living people. Búlgaros y Valacos recolectaban dictamnus y llevaban en la mano un ramito por cada familiar fallecido.
El monasterio cueva de Albotín fue declarado monumento cultural en el boletín oficial búlgaro el 28 de diciembre de 1927, número 221, y el 26 de diciembre de 1969, número 100.